# Chlorophthalmidae

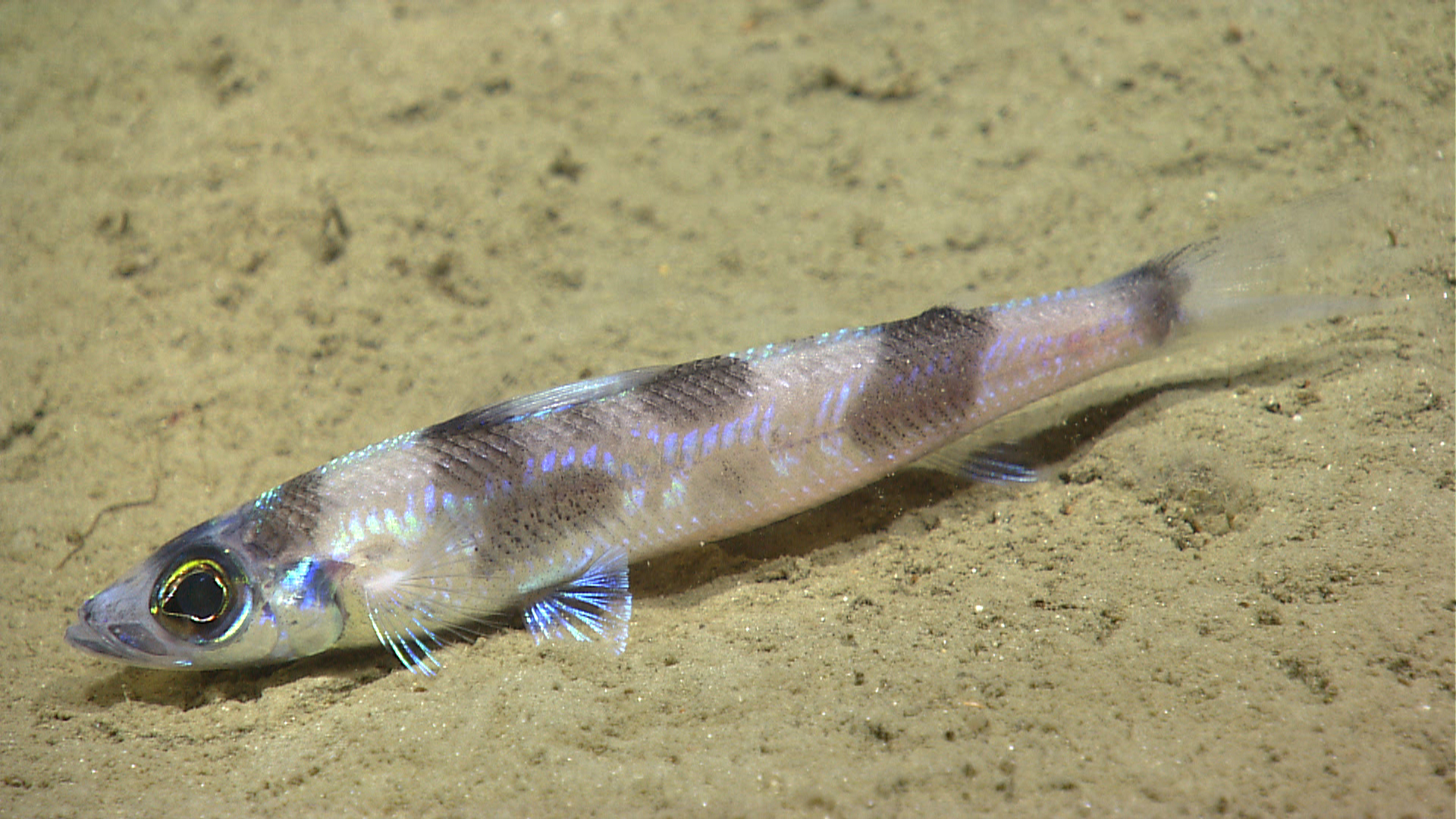
Chlorophthalmus agassizi.

Los ojiverdes son la familia Chlorophthalmidae de peces marinos incluida en el orden Aulopiformes, distribuidos por los océanos Atlántico, Índico y Pacífico. Su nombre procede del griego: chloros (verde) + ophthalmos (ojos).
Aparecen por primera vez en el registro fósil en el Cretácico superior.
Hueso supramaxilar sencillo y alargado; grandes ojos de tonalidad verdosa; punta del maxilar superior no extendiéndose más allá de la órbita ocular; intestino con ciegos pilóricos; aleta dorsal con 9 a 13 radios y aleta anal con 7 a 11 radios.
Son hermafroditas, con abandono de la puesta.

## Géneros y especies
Existen 18 especies agrupadas en 2 géneros:
- Género Chlorophthalmus (Bonaparte, 1840)
  - Chlorophthalmus acutifrons (Hiyama, 1940)
  - Chlorophthalmus agassizi (Bonaparte, 1840) - Ojiverde, Ojiverde chato u Ojiverde ñato
  - Chlorophthalmus albatrossis (Jordan y Starks, 1904)
  - Chlorophthalmus atlanticus (Poll, 1953) - Ojiverde del Atlántico.
  - Chlorophthalmus bicornis (Norman, 1939) - Ojiverde barbón.
  - Chlorophthalmus borealis (Kuronuma y Yamaguchi, 1941)
  - Chlorophthalmus brasiliensis (Mead, 1958)
  - Chlorophthalmus chalybeius (Goode, 1881)
  - Chlorophthalmus corniger (Alcock, 1894)
  - Chlorophthalmus ichthyandri (Kotlyar y Parin, 1986)
  - Chlorophthalmus mento (Garman, 1899)
  - Chlorophthalmus nigromarginatus (Kamohara, 1953)
  - Chlorophthalmus pectoralis (Okamura y Doi, 1984)
  - Chlorophthalmus proridens (Gilbert y Cramer, 1897)
  - Chlorophthalmus punctatus (Gilchrist, 1904) - Ojiverde manchado u Ojiverde moteado.
  - Chlorophthalmus zvezdae (Kotlyar y Parin, 1986)
- Género Parasudis (Regan, 1911)
  - Parasudis fraserbrunneri (Poll, 1953)
  - Parasudis truculenta (Goode y Bean, 1896) - Ojiverde espátula u Ojiverde truculento.